# 26986 Čáslavská
26986 Čáslavská là một tiểu hành tinh vành đai chính với cận điểm quỹ đạo là 2.8275356 AU. Nó có độ lệch tâm quỹ đạo là 0.0820825 và chu kỳ quỹ đạo là 1974.7771587 ngày (5.41 năm).
Cabrera có vận tốc quỹ đạo trung bình là 16.97068004 km/s và độ nghiêng quỹ đạo là 10.64976°.
Nó được phát hiện ngày 27 tháng 8 năm 1998 bởi Lenka Šarounová.
Nó được đặt theo tên Vera Cáslavská, a Czech gymnast.